# Liste der Stolpersteine in Bremerhaven
Die Liste der Stolpersteine in Bremerhaven gibt eine Übersicht über die vom Künstler Gunter Demnig verlegten Stolpersteine in der Stadt Bremerhaven. Grundlage dieser Liste sind die vom Kulturamt der Stadt Bremerhaven als PDF veröffentlichten Daten. Von 2006 bis 2024 sind 154 Steine verlegt worden. Jeder Erinnerungsstein hat einen Paten, der die Kosten für die Verlegung übernimmt.
Die 10 × 10 × 10 cm großen Betonquader mit Messingtafel sind in den Bürgersteig vor jenen Häusern eingelassen, in denen die Opfer einmal zu Hause waren. Die Inschrift der Tafel gibt Auskunft über ihren Namen, ihr Alter und ihr Schicksal. Die Stolpersteine sollen dem Vergessen der Opfer der nationalsozialistischen Gewaltherrschaft entgegenwirken.

## Liste
| Name         | Vorname             | Jahrgang | Stadtteil   | Anschrift                                    | Bild                          |
| ------------ | ------------------- | -------- | ----------- | -------------------------------------------- | ----------------------------- |
| Ahronheim    | Erich               | 1925     | Geestemünde | Ulmenstraße 3                                | Erich Ahronheim               |
| Ahronheim    | Grete               | 1887     | Geestemünde | Ulmenstraße 3                                | Grete Ahronheim               |
| Ahronheim    | Karl                | 1885     | Geestemünde | Ulmenstraße 3                                | Karl Ahronheim                |
| Ahronheim    | Lore                | 1921     | Geestemünde | Ulmenstraße 3                                | Lore Ahronheim                |
| Ahronheim    | Rena                | 1923     | Geestemünde | Ulmenstraße 3                                | Rena Ahronheim                |
| Bachenheimer | Fanny               | 1868     | Geestemünde | Friedrich-Ebert-Straße 1, 1a                 | Fanny Bachenheimer            |
| Bachenheimer | Ruth                | 1905     | Geestemünde | Friedrich-Ebert-Straße 1, 1a                 | Ruth Bachenheimer             |
| Bachenheimer | Salomon             | 1863     | Geestemünde | Friedrich-Ebert-Straße 1, 1a                 | Salomon Bachenheimer          |
| Bauer        | Anna                | 1896     | Lehe        | Lange Straße 143                             | Anna Bauer                    |
| Bauer        | Arthur              | 1888     | Lehe        | Lange Straße 143                             | Arthur Bauer                  |
| Berkowitz    | Bernhard            | 1921     | Lehe        | Am Twischkamp 13                             | Bernhard Berkowitz            |
| Block        | Ella                | 1893     | Geestemünde | Friedrich-Ebert-Straße 83                    | Ella Block                    |
| Block        | Ernst               | 1891     | Geestemünde | Friedrich-Ebert-Straße 83                    | Ernst Block                   |
| Block        | Marianne            | 1923     | Geestemünde | Friedrich-Ebert-Straße 83                    | Marianne Block                |
| Blumenthal   | Clara               | 1872     | Geestemünde | Yorckstraße 1                                | Clara Blumenthal              |
| Blumenthal   | Lilly               | 1868     | Geestemünde | Yorckstraße 1                                | Lilly Blumenthal              |
| Bruch        | Grete               | 1920     | Mitte       | Fährstraße 16                                | Grete Bruch                   |
| Bruch        | Hedwig              | 1891     | Mitte       | Fährstraße 16                                | Hedwig Bruch                  |
| Bruch        | Max                 | 1891     | Mitte       | Fährstraße 16                                | Max Bruch                     |
| Cohn         | Emmy                | 1925     | Lehe        | Am Twischkamp 13                             | Emmy Cohn                     |
| Cohn         | Moritz              | 1885     | Lehe        | Am Twischkamp 13                             | Moritz Cohn                   |
| Cohn         | Rosa                | 1884     | Lehe        | Am Twischkamp 13                             | Rosa Cohn                     |
| Elkeles      | Edith               | 1907     | Geestemünde | Hohenstaufenstraße 21                        | Edith Elkeles                 |
| Elkeles      | Joachim             | 1936     | Geestemünde | Hohenstaufenstraße 21                        | Joachim Elkeles               |
| Elkeles      | Margot              | 1931     | Geestemünde | Hohenstaufenstraße 21                        | Margot Elkeles                |
| Elkeles      | Walter              | 1900     | Geestemünde | Hohenstaufenstraße 21                        | Walter Elkeles                |
| Feldbrand    | Adele               | 1892     | Geestemünde | Elsässer Straße 2                            | Adele Feldbrand               |
| Feldbrand    | Esther              | 1925     | Geestemünde | Elsässer Straße 2                            | Esther Feldbrand              |
| Feldbrand    | Frieda              | 1927     | Geestemünde | Elsässer Straße 2                            | Frieda Feldbrand              |
| Feldbrand    | Konrad              | 1887     | Geestemünde | Elsässer Straße 2                            | Konrad Feldbrand              |
| Goerge       | Bernhard            | 1890     | Lehe        | Eupener Straße 60 / Eingang Herz-Jesu-Kirche | Bernhard Goerge               |
| Goldberger   | Ingeborg            | 1933     | Lehe        | Hafenstraße 36                               | Ingeborg Goldberger           |
| Goldberger   | Margot              | 1911     | Lehe        | Hafenstraße 36                               | Margot Goldberger             |
| Goldberger   | Walter              | 1896     | Lehe        | Hafenstraße 36                               | Walter Goldberger             |
| Goldmann     | Bernhard            | 1884     | Geestemünde | An der Mühle 1                               | Bernhard Goldmann             |
| Goldmann     | Dorothea            | 1903     | Geestemünde | Friedrich-Ebert-Straße 83                    | Dorothea Goldmann             |
| Goldmann     | Hermann             | 1896     | Geestemünde | Friedrich-Ebert-Straße 83                    | Hermann Goldmann              |
| Goldmann     | Karoline            | 1862     | Geestemünde | An der Mühle 1                               | Karoline Goldmann             |
| Goldner      | Judith Ruth         | 1936     | Geestemünde | Schulstraße 5                                | Judith Ruth Goldner           |
| Goldner      | Ludwig              | 1928     | Geestemünde | Schulstraße 5                                | Ludwig Goldner                |
| Goldner      | Sally               | 1900     | Geestemünde | Schulstraße 5                                | Sally Goldner                 |
| Goldner      | Wilhelmine          | 1907     | Geestemünde | Schulstraße 5                                | Wilhelmine Goldner            |
| Goldschmidt  | Dr. Max             | 1890     | Geestemünde | Georgstraße 11                               |                               |
| Goldschmidt  | Herbert ´Zwi`       | 1930     | Geestemünde | Georgstraße 11                               |                               |
| Goldschmidt  | Johanna             | 1899     | Geestemünde | Georgstraße 11                               |                               |
| Golla        | Anna                | 1918     | Lehe        | Spadener Straße, Ecke Lotjeweg               | Anna Golla                    |
| Golla        | August              | 1911     | Lehe        | Spadener Straße, Ecke Lotjeweg               | August Golla                  |
| Gorath       | Karl                | 1912     | Mitte       | Deichstraße                                  | Karl Gorath                   |
| Gottschalk   | Else                | 1924     | Geestemünde | Lothringer Straße 4                          |                               |
| Gottschalk   | Grete               | 1907     | Geestemünde | Lothringer Straße 4                          |                               |
| Gottschalk   | Simon               | 1898     | Geestemünde | Lothringer Straße 4                          |                               |
| Grawi        | Erich               | 1893     | Wulsdorf    | Weserstraße 19d                              | Erich Grawi                   |
| Grawi        | Herma Auguste       | 1923     | Wulsdorf    | Weserstraße 19d                              | Herma Auguste Grawi           |
| Grawi        | Lieselotte Paula    | 1923     | Wulsdorf    | Weserstraße 19d                              | Lieselotte Paula Grawi        |
| Grawi        | Wilma Johanne       | 1894     | Wulsdorf    | Weserstraße 19d                              | Wilma Johanne Grawi           |
| Gumprich     | Julius              | 1882     | Geestemünde | Georgstraße 17                               | Julius Gumprich               |
| Gumprich     | Martha              | 1892     | Geestemünde | Georgstraße 17                               | Martha Gumprich               |
| Heine        | Frieda              | 1881     | Wulsdorf    | Weserstraße 41                               |                               |
| Heine        | Walter              | 1905     | Wulsdorf    | Weserstraße 41                               |                               |
| Henning      | Theophil            | 1871     | Mitte       | Bürgermeister-Smidt-Straße 87                | Theophil Henning              |
| Hermanns     | Walter              | 1938     | Lehe        | Heinrichstraße 39                            | Walter Hermanns               |
| Heumann      | Dorothea            | 1878     | Lehe        | Poststraße 6                                 | Dorothea Heumann              |
| Heymann      | Dr. Adolph          | 1889     | Lehe        | Lange Straße 7                               |                               |
| Heymann      | Hans Günther        | 1919     | Lehe        | Lange Straße 7                               |                               |
| Heymann      | Ida                 | 1890     | Lehe        | Lange Straße 7                               |                               |
| Heymann      | Martha              | 1894     | Lehe        | Lange Straße 7                               |                               |
| Heymann      | Ruth                | 1928     | Lehe        | Lange Straße 7                               |                               |
| Hirsch       | Eduard              | 1899     | Mitte       | Pestalozzistraße 25                          | Eduard Hirsch                 |
| Hirsch       | Erna Else           | 1900     | Mitte       | Pestalozzistraße 25                          | Erna Else Hirsch              |
| Hirsch       | Hilde               | 1920     | Geestemünde | Friedrich-Ebert-Straße 1, 1a                 |                               |
| Hirsch       | Laura               | 1893     | Geestemünde | Friedrich-Ebert-Straße 1, 1a                 |                               |
| Hirsch       | Leopold             | 1893     | Geestemünde | Friedrich-Ebert-Straße 1, 1a                 |                               |
| Hirsch       | Liesel              | 1927     | Geestemünde | Friedrich-Ebert-Straße 1, 1a                 |                               |
| Hornberg     | Bertha              | 1908     | Geestemünde | Raabestraße 20                               | Bertha Hornberg               |
| Hornberg     | Hanna               | 1937     | Geestemünde | Raabestraße 20                               | Hanna Hornberg                |
| Hornberg     | Hennie              | 1930     | Geestemünde | Raabestraße 20                               | Hennie Hornberg               |
| Hornberg     | Jacob               | 1897     | Geestemünde | Raabestraße 20                               | Jacob Hornberg                |
| Jacob        | Feist 'PHILIPP'     | 1865     | Mitte       | An der Allee 44                              | Feist 'PHILIPP' Jacob         |
| Jacob        | Josephine           | 1874     | Mitte       | An der Allee 44                              | Josephine Jacob               |
| Jacob        | Lydia               | 1902     | Mitte       | An der Allee 44                              | Lydia Jacob                   |
| Kahn         | Irma                | 1898     | Mitte       | Bürgermeister-Smidt-Straße 174               | Irma Kahn                     |
| Kahn         | Isidor              | 1865     | Mitte       | Bürgermeister-Smidt-Straße 174               | Isidor Kahn                   |
| Kiefer       | Carla               | 1909     | Geestemünde | Arndtstraße, vor Georgstraße 24              | Carla Kiefer                  |
| Kiefer       | Constantin          | 1868     | Geestemünde | Arndtstraße, vor Georgstraße 24              | Constantin Kiefer             |
| Kiefer       | Erich               | 1911     | Geestemünde | Arndtstraße, vor Georgstraße 24              | Erich Kiefer                  |
| Kiefer       | Leo                 | 1903     | Geestemünde | Arndtstraße, vor Georgstraße 24              | Leo Kiefer                    |
| Kiefer       | Lina                | 1880     | Geestemünde | Arndtstraße, vor Georgstraße 24              | Lina Kiefer                   |
| Kirchheimer  | Moses               | 1858     | Mitte       | Bürgermeister-Smidt-Straße 202               | Moses Kirchheimer             |
| Korn         | Chaim               | 1886     | Geestemünde | Sachsenstraße 15                             | Chaim Korn                    |
| Korn         | Chane               | 1892     | Geestemünde | Sachsenstraße 15                             | Chane Korn                    |
| Korn         | Jeanette            | 1921     | Geestemünde | Sachsenstraße 15                             | Jeanette Korn                 |
| Korn         | Paul Josef          | 1924     | Geestemünde | Sachsenstraße 15                             | Paul Josef Korn               |
| Leeser       | Herbert             | 1909     | Geestemünde | Grashoffstraße 30                            | Herbert Leeser                |
| Leeser       | Irma                | 1886     | Geestemünde | Grashoffstraße 30                            | Irma Leeser                   |
| Leeser       | Justus              | 1880     | Geestemünde | Grashoffstraße 30                            | Justus Leeser                 |
| Liebenthal   | Alfred              | 1891     | Lehe        | Lange Straße 32                              | Alfred Liebenthal             |
| Liebenthal   | Ernestine           | 1875     | Lehe        | Lange Straße 32                              | Ernestine Liebenthal          |
| Liebenthal   | Hans                | 1921     | Lehe        | Lange Straße 32                              | Hans Liebenthal               |
| Liebenthal   | Johanna             | 1893     | Lehe        | Lange Straße 32                              | Johanna Liebenthal            |
| Liebenthal   | Karl                | 1909     | Lehe        | Lange Straße 75                              | Karl Liebenthal               |
| Liebenthal   | Kurt                | 1922     | Lehe        | Lange Straße 32                              | Kurt Liebenthal               |
| Liebenthal   | Moritz              | 1875     | Lehe        | Lange Straße 75                              | Moritz Liebenthal             |
| Liebenthal   | Regina              | 1864     | Lehe        | Lange Straße 32                              | Regina Liebenthal             |
| Meyer        | Lucie               | 1887     | Lehe        | Parkstraße 24                                | Lucie Meyer                   |
| Meyer        | Siegfried           | 1881     | Lehe        | Parkstraße 24                                | Siegfried Meyer               |
| Müller       | Johannes            | 1897     | Geestemünde | Brommystraße 31                              | Johannes Müller               |
| Nathan       | Else                | 1895     | Mitte       | An der Allee 23 a                            | Else Nathan                   |
| Nathan       | Günter              | 1922     | Mitte       | An der Allee 23 a                            | Günter Nathan                 |
| Nathan       | Heinz               | 1921     | Mitte       | An der Allee 23 a                            | Heinz Nathan                  |
| Nathan       | Kurt                | 1895     | Mitte       | An der Allee 23 a                            | Kurt Nathan                   |
| Obermeier    | Berta Henriette     | 1917     | Geestemünde | Schillerstraße 98                            | Berta Henriette Obermeier     |
| Obermeier    | Frieda Else         | 1920     | Geestemünde | Schillerstraße 98                            | Frieda Else Obermeier         |
| Obermeier    | Joseph              | 1882     | Geestemünde | Schillerstraße 98                            | Joseph Obermeier              |
| Obermeier    | Minna               | 1882     | Geestemünde | Schillerstraße 98                            | Minna Obermeier               |
| Pasner       | Moses               | 1890     | Mitte       | Keilstraße 26                                | Moses Pasner                  |
| Pasner       | Regina              | 1892     | Mitte       | Keilstraße 26                                | Regina Pasner                 |
| Pellin       | Amalie              | 1892     | Mitte       | Bürgermeister-Smidt-Straße 53                |                               |
| Porwoll      | Theodor Julius      | 1887     | Geestemünde | Bülkenstraße 24                              | Theodor Julius Porwoll        |
| Prigge       | Johannes            | 1892     | Lehe        | Zollinlandstraße 19                          | Johannes Prigge               |
| Raschke      | Hartmann            | 1917     | Mitte       | Bürgermeister-Smidt-Straße 45 a              | Hartmann Raschke              |
| Rattay       | Minna               | 1902     | Mitte       | Bürgermeister-Smidt-Straße 57                | Minna Rattay                  |
| Rattay       | Paul                | 1904     | Mitte       | Bürgermeister-Smidt-Straße 57                | Paul Rattay                   |
| Riesel       | Dina                | 1923     | Geestemünde | Raabestraße 20                               | Dina Riesel                   |
| Riesel       | Josef               | 1910     | Geestemünde | Raabestraße 20                               | Josef Riesel                  |
| Riesel       | Moses               | 1875     | Geestemünde | Raabestraße 20                               | Moses Riesel                  |
| Riesel       | Rachel              | 1885     | Geestemünde | Raabestraße 20                               | Rachel Riesel                 |
| Rosenberg    | Amalie              | 1862     | Lehe        | Stresemannstraße 206                         | Amalie Rosenberg              |
| Rosenberg    | Anna                | 1889     | Lehe        | Körnerstraße 33                              | Anna Rosenberg                |
| Rosenberg    | Hermann             | 1889     | Lehe        | Körnerstraße 33                              | Hermann Rosenberg             |
| Rosenberg    | Hermann             | 1891     | Lehe        | Hafenstraße 10                               | Hermann Rosenberg             |
| Rosenthal    | Helmuth             | 1917     | Mitte       | Sonnenstraße 9                               | Helmuth Rosenthal             |
| Rosenthal    | Hermine             | 1880     | Mitte       | Sonnenstraße 9                               | Hermine Rosenthal             |
| Sammtlebe    | Hermann             | 1903     | Lehe        | Rickmersstraße 13                            | Hermann Sammtlebe             |
| Schildknecht | Ernst               | 1885     | Lehe        | Hafenstraße 148a                             | Ernst Schildknecht            |
| Schocken     | Heinz               | 1910     | Lehe        | Wurster Straße 106                           | Heinz Schocken                |
| Schocken     | Hilde               | 1918     | Lehe        | Wurster Straße 106                           | Hilde Schocken                |
| Schocken     | Jeanette            | 1883     | Lehe        | Wurster Straße 106                           | Jeanette Schocken             |
| Seligmann    | Alfred              | 1876     | Geestemünde | Georgstraße 42b                              | Alfred Seligmann              |
| Seligmann    | Alwine              | 1877     | Geestemünde | Schiffdorfer Chaussee 31                     | Alwine Seligmann              |
| Seligmann    | Frieda              | 1885     | Geestemünde | Georgstraße 42b                              | Frieda Seligmann              |
| Seligmann    | Herbert Jakob       | 1911     | Geestemünde | Schiffdorfer Chaussee 31                     | Herbert Jakob Seligmann       |
| Seligmann    | Siegfried           | 1878     | Geestemünde | Schiffdorfer Chaussee 31                     | Siegfried Seligmann           |
| Seligmann    | Walter              | 1912     | Geestemünde | Georgstraße 42b                              | Walter Seligmann              |
| Singer       | Kurt                | 1924     | Geestemünde | Sachsenstraße 15                             | Kurt Singer                   |
| Singer       | Minna               | 1904     | Geestemünde | Sachsenstraße 15                             | Minna Singer                  |
| Stark        | Friedrich           | 1885     | Mitte       | Sonnenstraße (ehemals 1a)                    | Friedrich Stark               |
| Stieglitz    | Abraham             | 1876     | Geestemünde | Sachsenstraße 15                             | Abraham Stieglitz             |
| Stieglitz    | Bertha gen. 'Bluma' | 1878     | Geestemünde | Sachsenstraße 15                             | Bertha gen. 'Bluma' Stieglitz |
| Stieglitz    | Ello                | 1906     | Geestemünde | Sachsenstraße 15                             | Ello Stieglitz                |
| Weinthrop    | Regina              | 1897     | Lehe        | Hökerstraße 7                                | Regina Weinthrop              |
| Weinthrop    | Rosa                | 1921     | Lehe        | Hökerstraße 7                                | Rosa Weinthrop                |
| Wulff        | Gertrud             | 1879     | Geestemünde | Walter-Rathenau Platz 6                      | Gertrud Wulff                 |
| Wulff        | Herbert             | 1906     | Geestemünde | Walter-Rathenau Platz 6                      | Herbert Wulff                 |
| Wulff        | Kurt                | 1907     | Geestemünde | Walter-Rathenau Platz 6                      | Kurt Wulff                    |

Anzahl der gelisteten Stolpersteine: 154, davon mit Bild: 136 (88 %).